# Leopold Wróbel
Leopold Wróbel (ur. 1922 w Szopienicach, zm. 1985) – górnośląski malarz prymitywista, członek Grupy Janowskiej.

## Życiorys
Pracował w hucie cynku w Szopienicach. Był członkiem Grupy Janowskiej. W swej twórczości wykorzystywał  scenerię Szopienic i Łętowni, w której często spędzał urlop. Tematami jego prac są przede wszystkim kwiaty, kobiety, górskie pejzaże, kuligi i pociągi. Obrazy malarza znajdują się obecnie w muzeach m.in. w Muzeum Historii Katowic, Muzeum Śląskim w Katowicach, Muzeum Miejskim w Zabrzu i Muzeum Górnośląskim w Bytomiu i w licznych kolekcjach prywatnych. O życiu i twórczości Grupy Janowskiej Lech Majewski nakręcił pełnometrażową opowieść pt. Angelus.

## Wybrane prace
- "Zespół Śląsk"
- "Pejzaż z Łętowni"
- "Jordanów"
- "Wróbel"